# Burg Egerberk
Die Burg Egerberk, auch Lestkov (deutsch Egerberg, Egerburg) befindet sich an der Nordflanke des Duppauer Gebirges, auf dem 545 m hohen „Leskauer Schloßberg“, südlich von Klášterec nad Ohří (Klösterle an der Eger) in Tschechien. Von der einst stattlichen Burg sind auch heute noch größere Teile der Außenmauern und der beiden mächtigen Palase erhalten.

## Geschichte

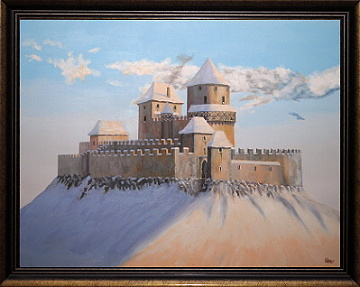
Rekonstruktionsversuch von L. Herc

Egerberg wurde um das Jahr 1241 von den Herren von Egerberg erbaut, ging um die Mitte des 14. Jahrhunderts an die Herren von Schönburg, 1386 an Heinrich von Skopek von Dauba, 1411 an Nikolaus von Prag und 1422 an Wend von Ilburg über. Vor den Herren von Schönburg war die Burg Sitz derer von Seeberg gewesen.
In den achtziger Jahren des 14. Jahrhunderts wurde diese durch Heinrich Skopek von Dubá († 6. Mai 1395) dann zu der heutigen Größe ausgebaut, was einem Neubau gleichkam. Es entstand eine Burg mit zwei großen Palasbauten, aber ohne den sonst allgemein üblichen Bergfried oder Wohnturm. Befestigt war die Burg durch Mauern mit turmartigen, nach innen offenen Eingangstoren.
Ilburg wurde am Pfingstsamstag 1444 von seinem Nachbar Wilhelm von Schönburg überfallen, gefangen und in den Turm geworfen, wo er bei einem Bündel Heu und einem Kruge Wasser verhungerte. Wilhelm von Schönburg eignete sich Egerberg an und verkaufte es im Jahre 1448 an den Hussitenhauptmann Jakoubek z Vřesovic, der aber den unrechtmäßigen Besitz im Jahre 1457 an Botho von Ilburg zurückgeben musste, worauf dieser Egerberg im Jahr 1460 an Bosso von Vitzthum abtrat. Dietrich und Georg von Vitzthum verkauften das Gut am 26. Januar 1557 an ihren Schwager Bohuslav Felix von Lobkowitz und Hassenstein. Dessen Sohn Bohuslaw Joachim von Lobkowitz verkaufte das Schloss mit allen Zubehör an Leonard Stampach von Stampach im Jahre 1591. Dieser kaufte 1598 auch das 1554 erbaute Schloss Felixburg an der Eger (Zámek Felixburk in Roschwitz/Rašovice, heute Ortsteil von Klášterec nad Ohří, geringe Reste erhalten), zog mit seinem Amtspersonal dorthin und überließ Egerberg seinem Verfall.
Im Jahr 1880 wurde der Tourismus durch das Erzgebirgskomitee unter Leitung von Josef Richard Sobitschka, Edler von Wiesenhag aus Böhmisch Wiesenthal (Loučna), durch finanzielle Hilfe aus dem österreichischen Kaiserhaus unterstützt. Diese Unterstützung betraf neben Wegeausbau auch das Gasthaus Egerberg in der Ortschaft Leskau.
Der Burgenforscher Otto Piper beschäftigte sich eingehend mit Burg Egerberg und beschreibt sie in seinen „Österreichischen Burgen“.

## Bilder

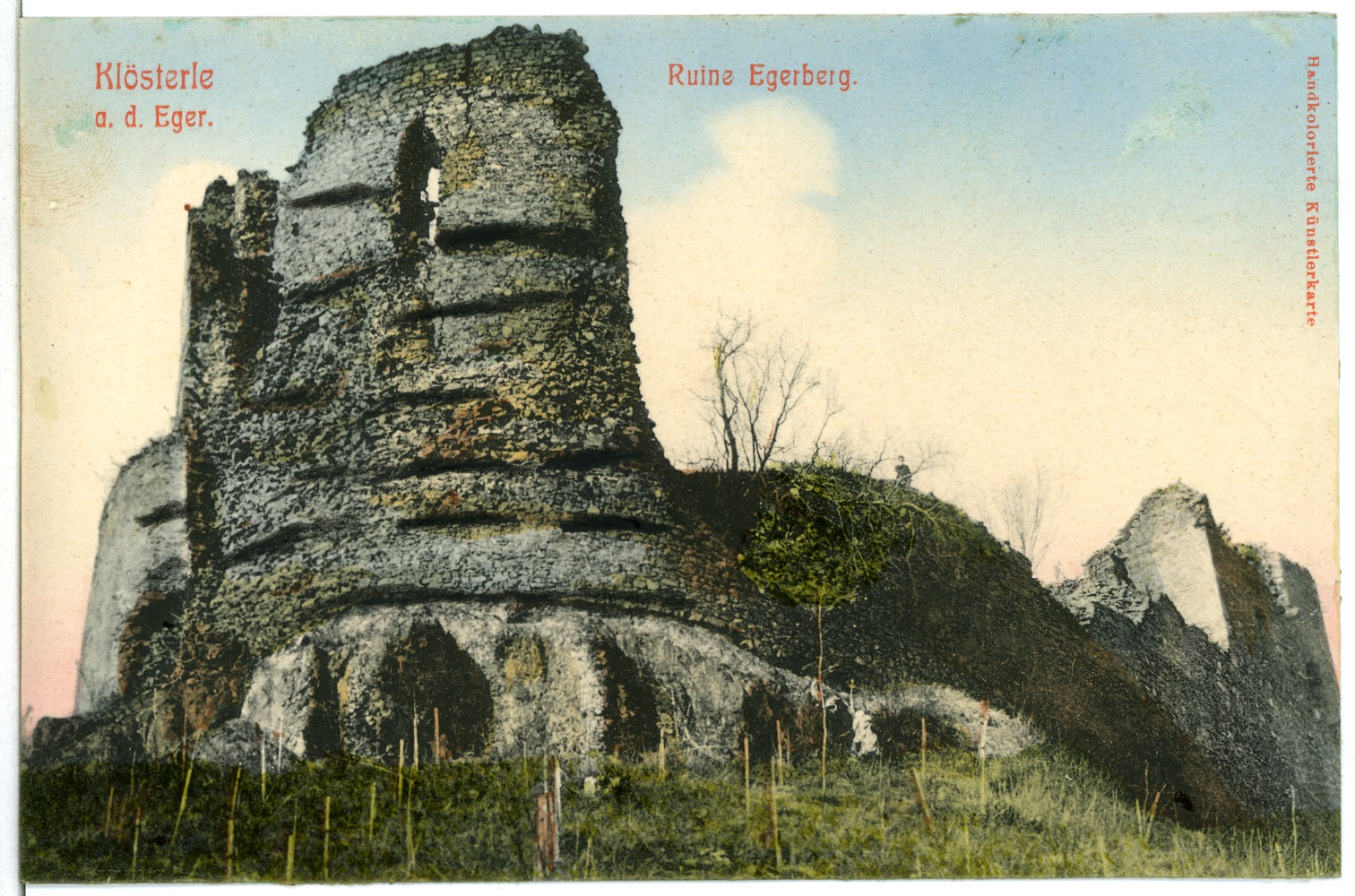
Ruine Egerberg im Jahre 1910 (Postkarte)
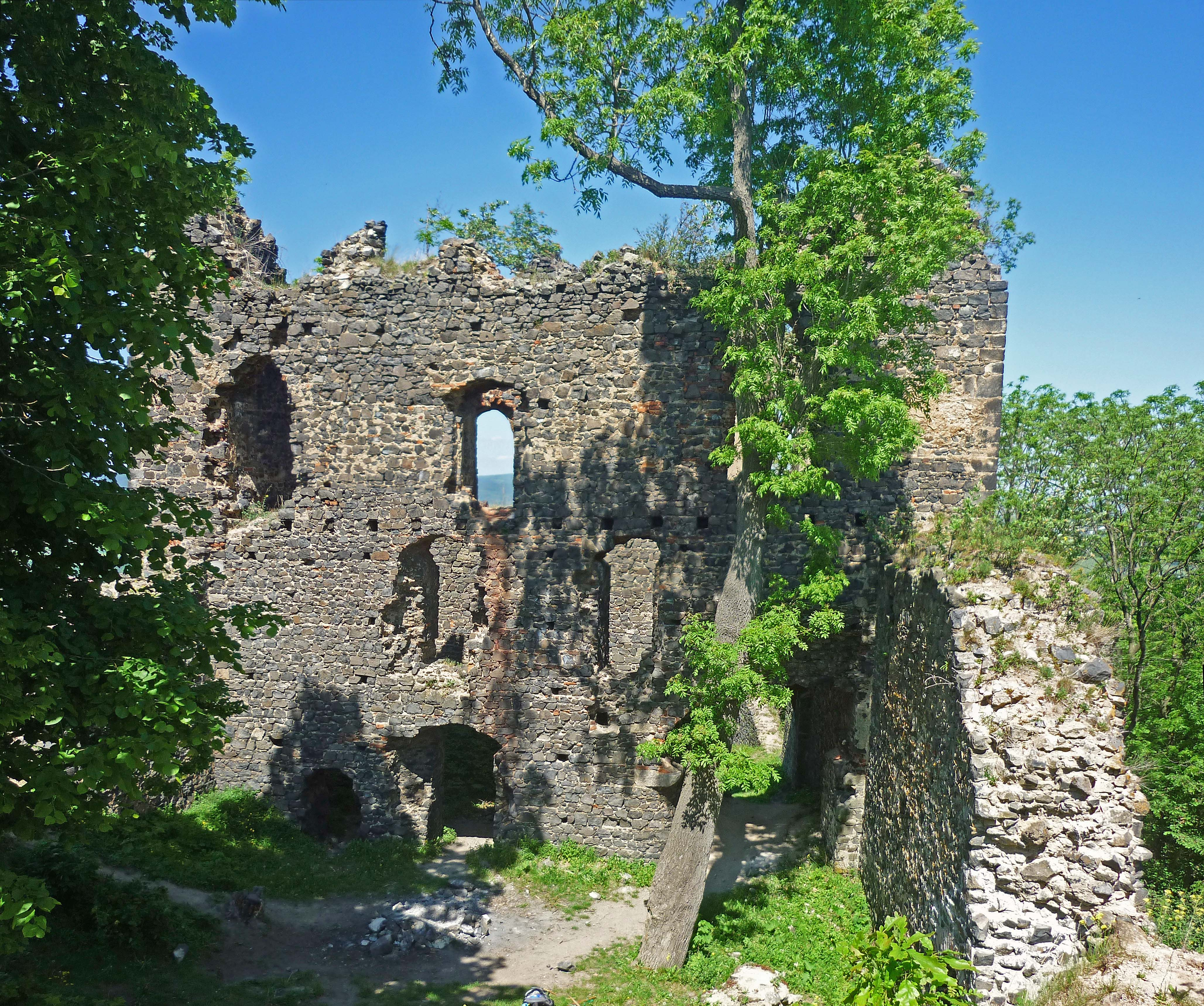
Palas
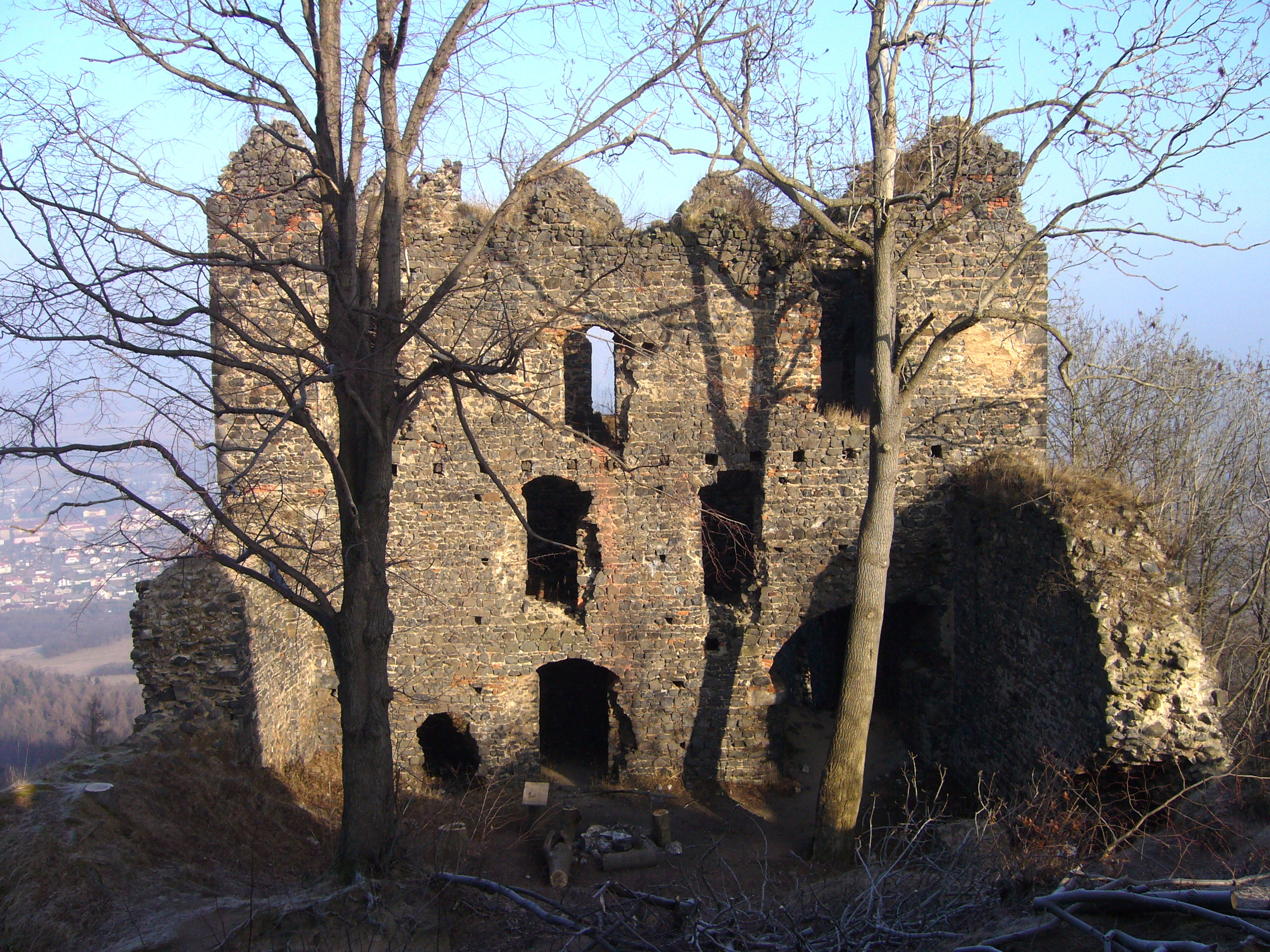
Hofseite des einen (von zwei) Palasen
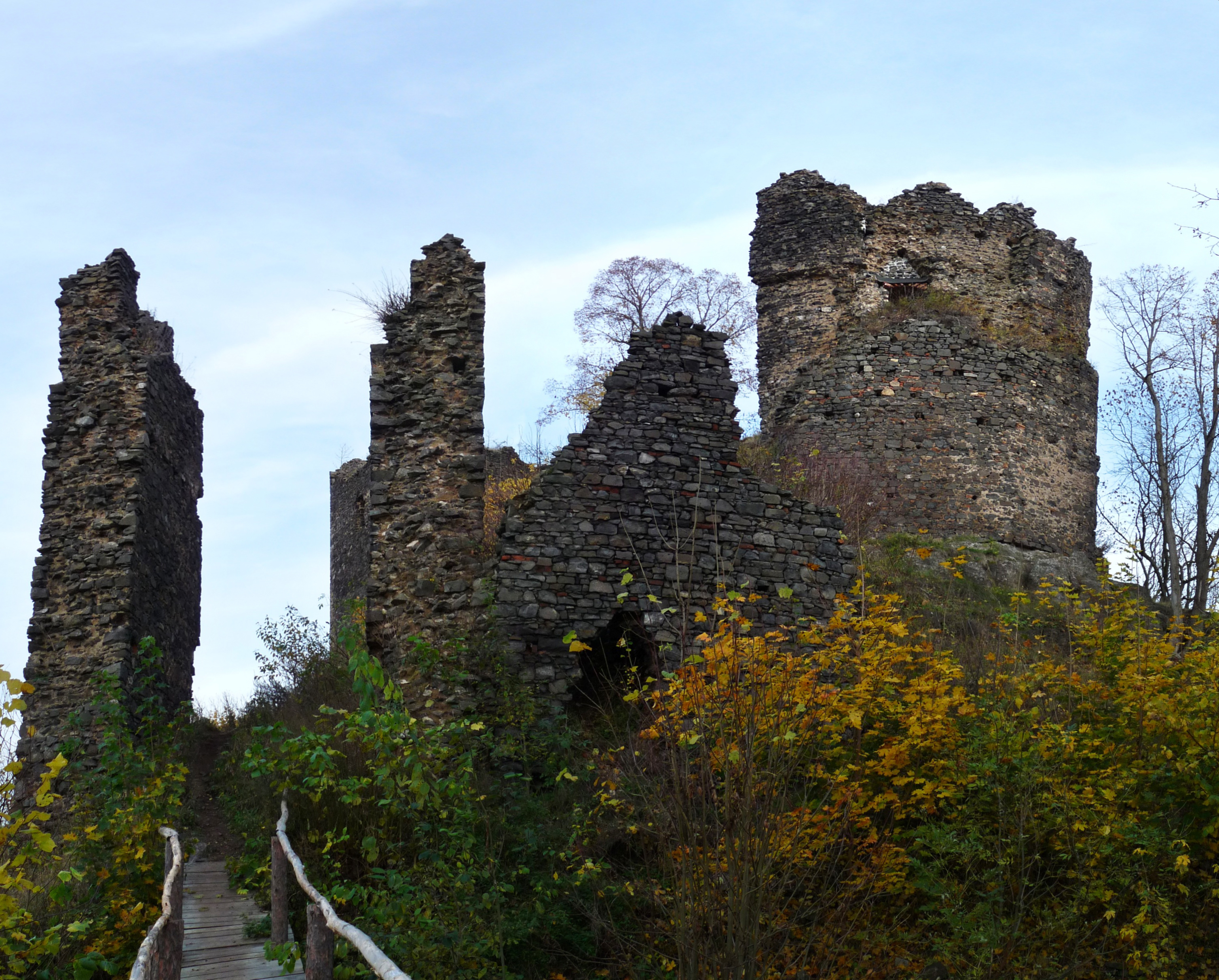
Ehemaliges Burgtor und rechts abgerundete Ecke der Reste eines Palases
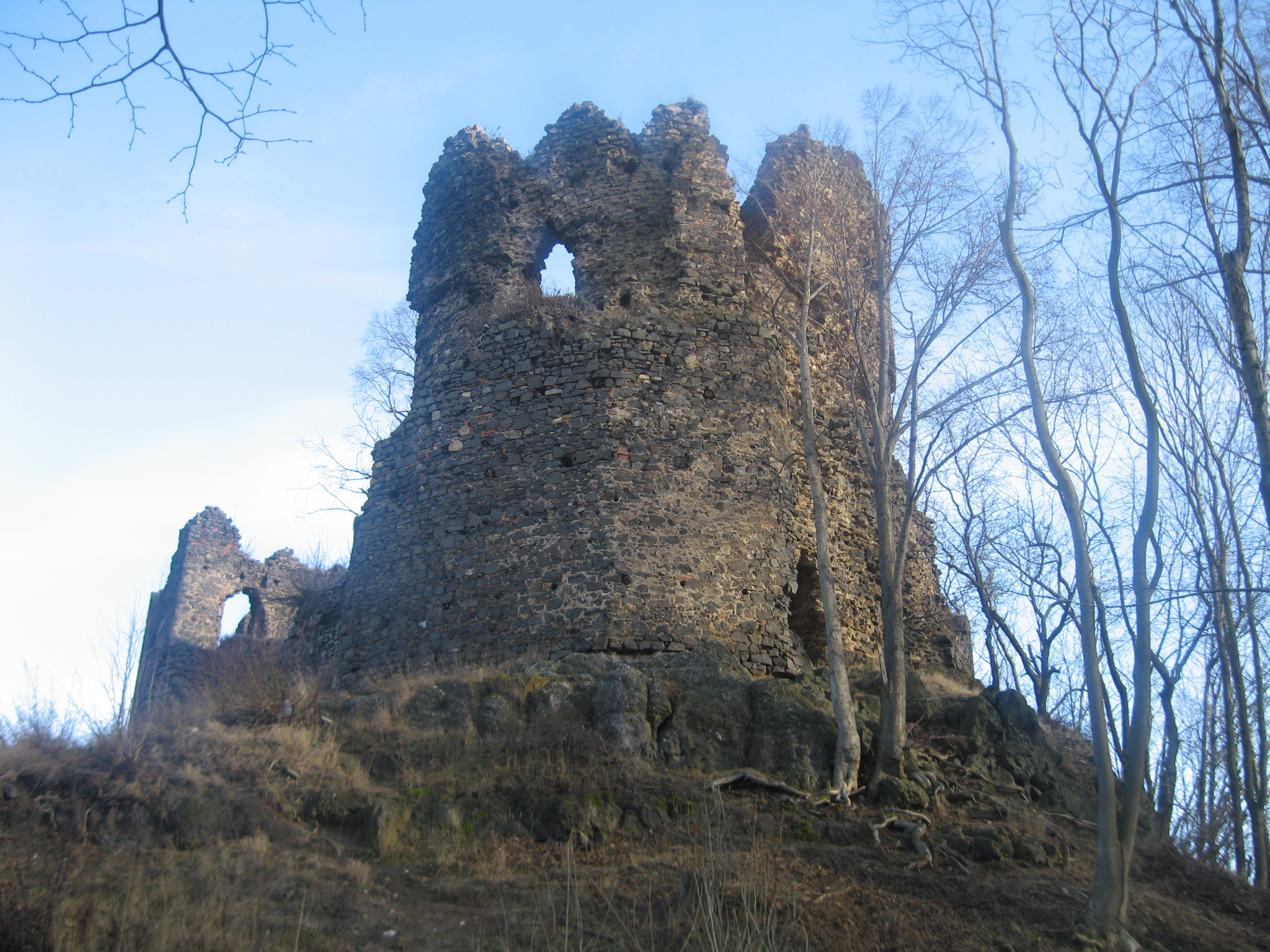
Abgerundete Ecke eines ehem. Palases
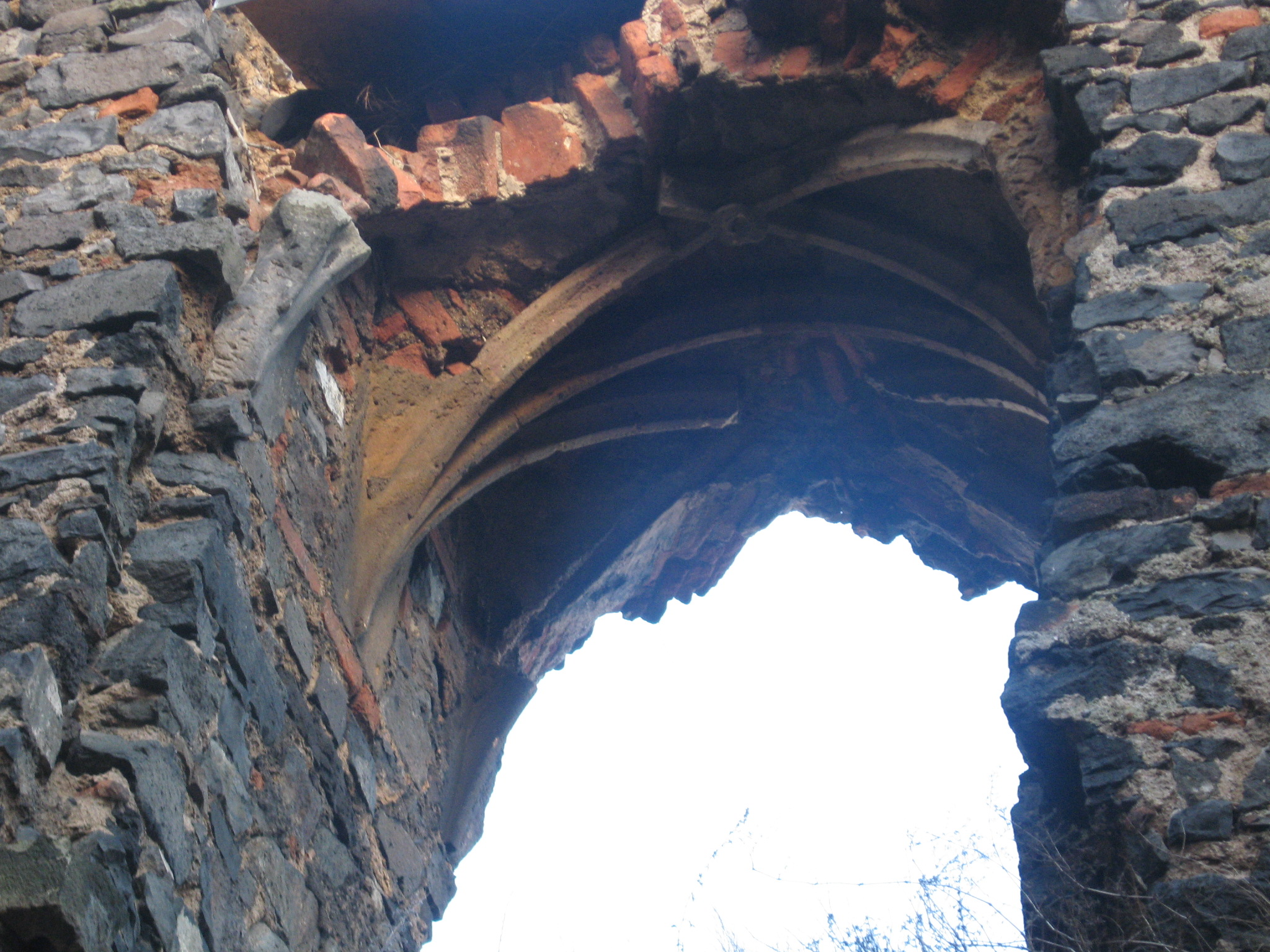
Kreuzrippen-Verzierungen in Fensteröffnungen des besser erhaltenen spätgotischen Palases(Obergeschoss), angeblich Rest einer Kapelle